# Liste der Biografien/Nir
Liste der Biografien |
Portal Biografien |
Personensuche
# |
A |
B |
C |
D |
E |
F |
G |
H |
I |
J |
K |
L |
M |
N |
O |
P |
Q |
R |
S |
T |
U |
V |
W |
X |
Y |
Z |
?
 
Na |
Nb |
Nc |
Nd |
Ne |
Nf |
Ng |
Nh |
Ni |
Nj |
Nk |
Nl |
Nm |
Nn |
No |
Nr |
Ns |
Nt |
Nu |
Nv |
Nw |
Nx |
Ny |
Nz
 
Nia |
Nib |
Nic |
Nid |
Nie |
Nif |
Nig |
Nih |
Nii |
Nij |
Nik |
Nil |
Nim |
Nin |
Nio |
Nip |
Niq |
Nir |
Nis |
Nit |
Niu |
Niv |
Niw |
Nix |
Niy |
Niz
Die Liste der Biografien führt alle Personen auf, die in der deutschsprachigen Wikipedia einen Artikel haben. Dieses ist eine Teilliste mit 37 Einträgen von Personen, deren Namen mit den Buchstaben „Nir“ beginnt.

## Nir
- Nir, Gal (* 1983), israelischer Fußballtorhüter
- Nir, Nahum (1884–1968), israelischer Politiker
- Nir, Yonatan (* 1977), israelischer Dokumentarfilmregisseur, Produzent und Fotojournalist
- Nir-Feldklein, Avi (* 1962), israelischer Diplomat

### Nira
- Niragira, Ange Ciella (* 2002), burundische Judoka
- Niranrit Jarernsuk (* 1990), thailändischer Fußballspieler
- Niras Bu-Nga (* 1995), thailändischer Fußballspieler
- Niraula, Bhupendra (* 1981), nepalesischer Schachspieler

### Nire
- Nire, Kagenori (1831–1900), japanischer Vizeadmiral und Politiker
- Nirenberg, David (* 1964), US-amerikanischer Historiker
- Nirenberg, Louis (1925–2020), kanadischer Mathematiker
- Nirenberg, Marshall Warren (1927–2010), US-amerikanischer Biochemiker und Genetiker
- Nirenberg, Ron (* 1977), US-amerikanischer Politiker, Bürgermeister von San Antonio (seit 2017)
- Nirennold, Victor (* 1991), französischer Fußballspieler
- Nirenska, Pola (1910–1992), polnisch-amerikanische Tänzerin und ChoreografinPola Nirenska (1910–1992)

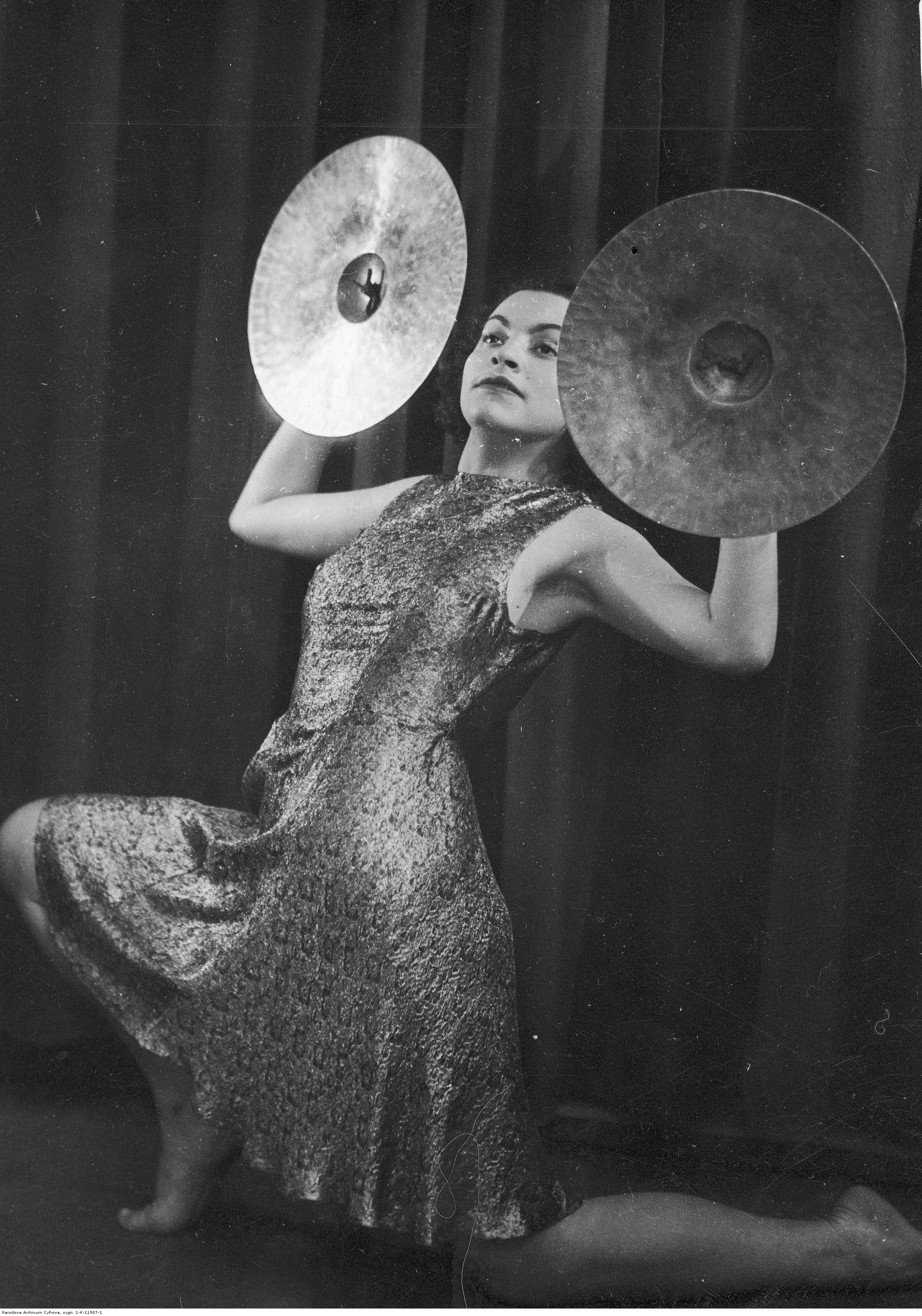
Pola Nirenska (1910–1992)

- Nirenstein, Fiamma (* 1945), italienische Journalistin und Autorin

### Nirg
- Nirgad, Lia (* 1962), israelische Autorin, Redakteurin und Übersetzerin

### Niri
- Nirina, Esther (1932–2004), madagassische Bibliothekarin und Dichterin

### Nirk
- Nirk, Endel (1925–2018), estnischer Literaturwissenschaftler, Kritiker und Prosaist
- Nirk, Rudolf (1922–2010), deutscher Jurist und Rechtsanwalt beim Bundesgerichtshof

### Nirm
- Nirmal, K.P.H. (* 1992), sri-lankischer Hürdenläufer
- Nirmala Srivastava (1923–2011), indische Guru

### Niro
- Niro (* 1987), französischer Rapper
- Nirodbaran (1903–2006), indischer Mediziner
- Niroomand, Kaweh (* 1952), iranisch-deutscher Volleyballmanager und Sportfunktionär

### Nirr
- Nirrnheim, Georg (1877–1935), preußischer Verwaltungsbeamter
- Nirrnheim, Hans (1865–1945), deutscher Archivar und Historiker
- Nirrnheim, Karl (1844–1902), preußischer Generalmajor und Kommandeur der 21. Feldartillerie-Brigade

### Nirs
- Nirsch, Peter († 1581), deutscher Serienmörder
- Nirschl, Jakob (1925–1997), deutscher Bobfahrer
- Nirschl, Josef (1901–1985), deutscher Politiker (CSU), MdL Bayern

### Nirt
- Nirta, Giuseppe (1940–2023), italienisches Mitglied der Ndrangheta

### Niru
- Nirumand, Bahman (* 1936), iranisch-deutscher Germanist, Iranist und AutorBahman Nirumand (* 1936)

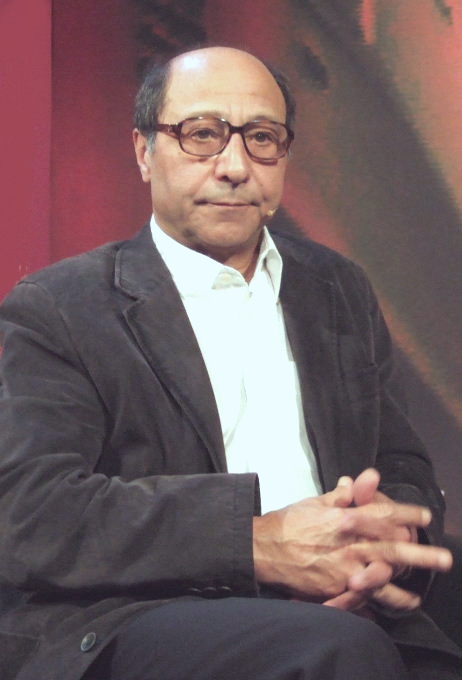
Bahman Nirumand (* 1936)

- Nirun Chaokhao (* 1991), thailändischer Fußballspieler
- Nirut Jamroensri (* 1991), thailändischer Fußballspieler
- Nirut Surasiang (* 1979), thailändisch-vietnamesischer Fußballspieler

### Nirv
- Nirvanas, Pavlos (1866–1937), griechischer Schriftsteller